# Nicolas Clément (chimiste)
Pour les articles homonymes, voir Nicolas Clément (homonymie) et Clément.
Compléments
Il prend le nom de Clément-Desormes après 1820 et son mariage avec la fille de son collaborateur Charles-Bernard Desormes.
Nicolas Clément, dit aussi Nicolas Clément-Desormes, né le 12 janvier 1779 à Dijon et décédé le 21 novembre 1841 à Paris), est physicien et chimiste français.

## Biographie

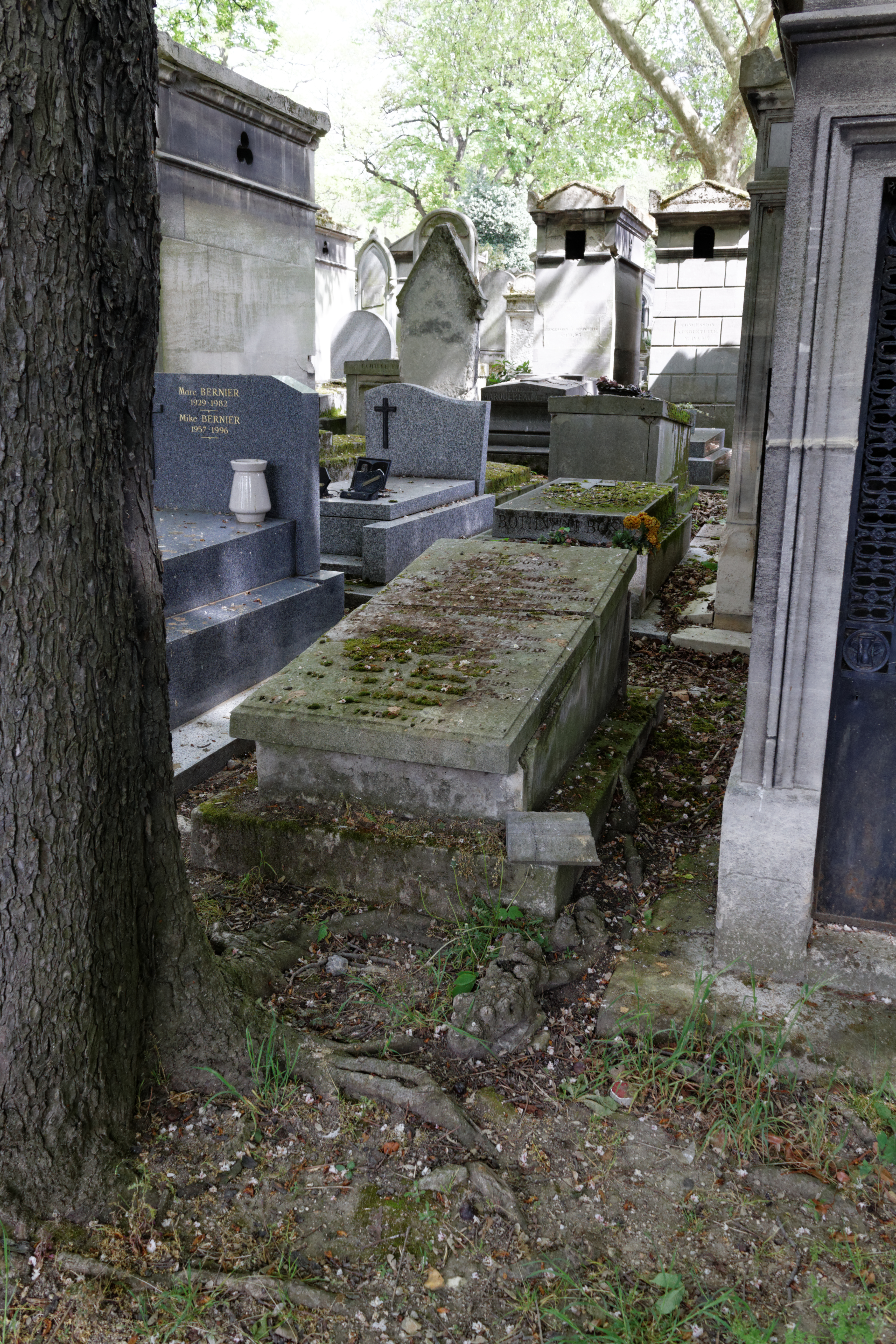
Tombe au cimetière du Père-Lachaise.

D'origine modeste, Nicolas Clément étudia le droit à Dijon puis fut clerc de notaire à Paris. Il suivit les cours de chimie du Jardin des Plantes et dès 1801 il collaborait avec l'ingénieur Charles Desormes à des recherches sur la synthèse chimique et la propagation de la chaleur dans les gaz. Il épousa la fille de son collaborateur en 1813.
Bernard Courtois, qui venait de découvrir l’iode, avait commencé à en étudier les propriétés de combinaison ; mais, trop occupé par l’exploitation de sa nitrière, il en abandonna l’étude à deux chimistes de sa connaissance : Charles-Bernard Desormes et Nicolas Clément, qui publièrent leurs recherches en 1813. L’iode, qui a pris depuis une si grande importance dans l’industrie et la médecine, doit en vérité son nom à Louis Joseph Gay-Lussac, à qui Courtois avait donné des échantillons : le mot vient de l’adjectif grec iodès (« violet »), en raison des vapeurs violettes que la solution alcoolique d'iode dégage quand on la chauffe. L’iode prendra rapidement une grande importance dans la pharmacopée : la teinture d’iode, solution d’alcool titrée entre 8 et 10 %, sera l’antiseptique cicatrisant universel des armées jusqu'à la Première Guerre mondiale. Des pharmaciens suisses découvriront en outre que l’iode est un remède efficace contre les goitres.

« Bernard Courtois découvrit, en 1811, dans les eaux-mères des cendres de varech, une matière solide noirâtre, dont il ébaucha l'étude. Mais, détourné des travaux de laboratoire par les soins qu'exigeait une fabrication très active de salpêtre et de plusieurs autres produits, il engagea Clément à continuer ses recherches ; celui-ci en communiqua les résultats à l'Académie des sciences le 6 décembre 1813. Les eaux-mères des lessives de varech, dit Clément, contiennent en assez grande quantité une substance très singulière et bien curieuse ; on l'en retire avec facilité: il suffît de verser de l'acide sulfurique sur les eaux-mères, et de chauffer le tout dans une cornue dont le bec est adapté à une allonge, et celle-ci à un ballon. La substance qui s'est précipitée sous la forme d'une poudre noire brillante, aussitôt après l'addition de l'acide sulfurique, s'élève en vapeur d'une superbe couleur violette quand elle éprouve la chaleur ; cette vapeur se condense dans l'allonge et dans le récipient, sous la forme de lames cristallines très brillantes et d'un éclat égal à celui du plomb sulfuré cristallisé; en lavant ces latines avec un peu d'eau distillée, on obtient la substance dans son état de pureté. »

— Louis Figuier, Les Merveilles de la Science, la Photographie, librairie Furne, Jouvet et Cie, Paris, 1868
Ayant amassé un petit capital, il associa Charles Desormes à une entreprise de produits chimiques (1806) et ils réalisèrent ensemble  l'expérience de Clément-Desormes en 1819. Il était membre de la Société philomathique de Paris depuis 1816. Nicolas Clément modifia son nom en Clément-Desormes, au début des années 1820, après son mariage avec la fille de son collaborateur et associé Charles-Bernard Desormes.
Il éleva à Verberie une des premières fabriques d'alun, et enseigna au Conservatoire national des arts et métiers la chimie appliquée aux arts. On a de lui des mémoires sur l’oxyde et le sulfure de carbone, sur l’outremer, sur la fabrication de l’acide sulfurique, la distillation de l'eau de mer, etc.
Ses autres travaux concernent l'alun et l'acide sulfurique.
Il définit, en 1824, la calorie, comme la chaleur pour élever un kilogramme d'eau de 1 °C sous la pression atmosphérique, c'est-à-dire avec une valeur 1000 fois plus élevée que celle d'aujourd'hui (mais qui est encore l'unité des nutritionnistes).
Il présenta des troubles mentaux au début de l'année 1840 et fut mis en tutelle quelques mois plus tard.
Il est inhumé au cimetière du Père-Lachaise (58e division).

## Source
Cet article comprend des extraits du Dictionnaire Bouillet. Il est possible de supprimer cette indication, si le texte reflète le savoir actuel sur ce thème, si les sources sont citées, s'il satisfait aux exigences linguistiques actuelles et s'il ne contient pas de propos qui vont à l'encontre des règles de neutralité de Wikipédia.